# مطبخ الخليج العربي
المطبخ العربي في الخليج العربي يشمل المأكولات التي يتم مشاركتها من قبل السكان في المنطقة الساحلية من شرق شبه الجزيرة العربية. المأكولات البحرية جزء مهم جدا من النظام الغذائي لسكان ساحل الخليج العربي. تحظى بشعبية كبيرة وعادة ما يؤكل السمك مع الأرز. أطباق شرق الجزيرة العربية تختلف عن مطبخ عرب الحجاز ونجد وأجزاء أخرى من شبه الجزيرة العربية. الهريس هو أيضا طبق شعبي كبير في المنطقة.

## التاريخ

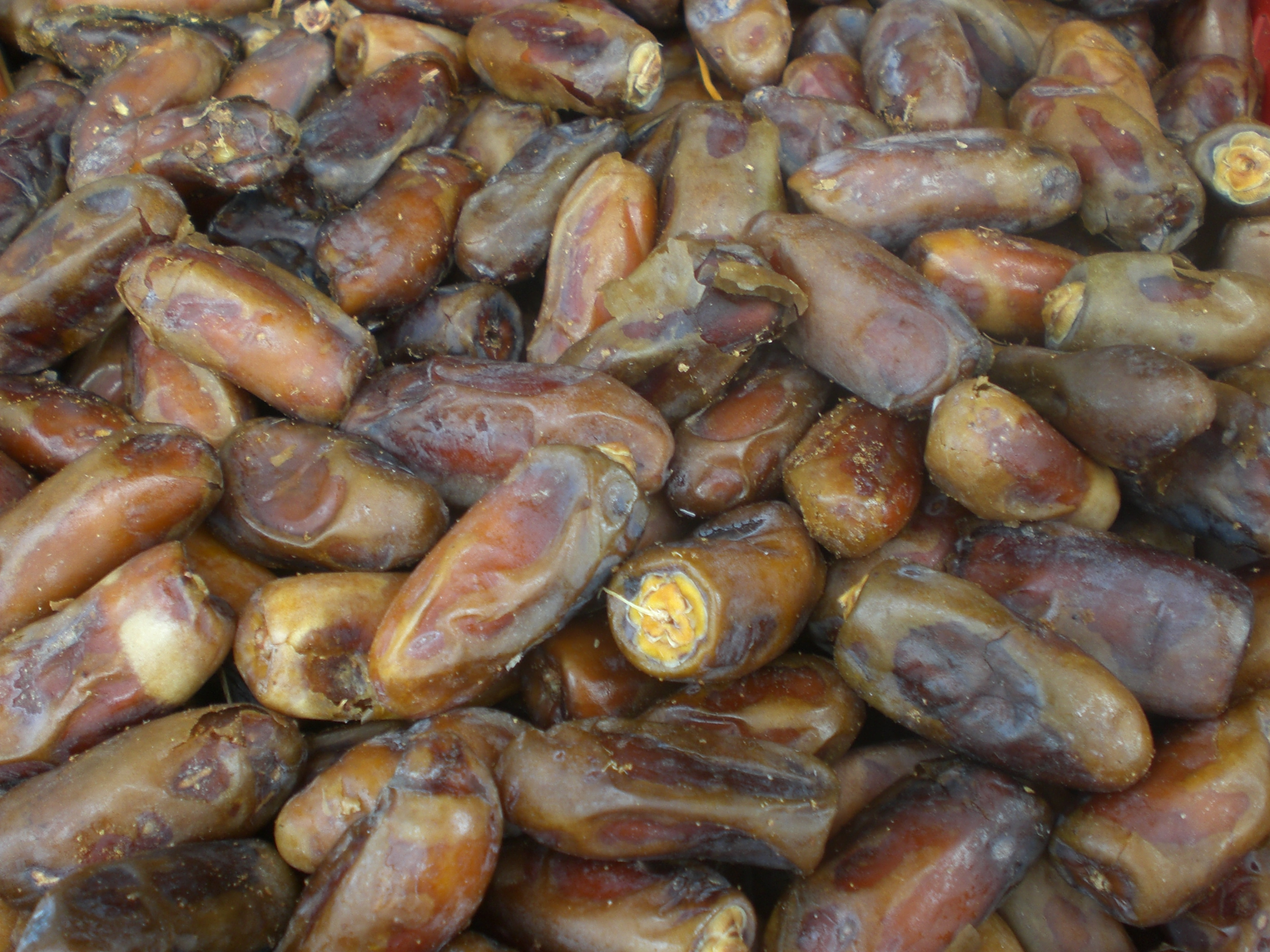
تمر طازج.

في الأصل عرب الخليج العربي يعتمدون اعتمادا كبيرا على نظام غذائي يتكون من التمور والقمح والشعير والأرز واللحوم ومجموعة صغيرة متنوعة ومع التركيز الشديد على منتجات الحليب مثل اللبن (زبادي بدون زبد). العولمة والتواصل مع الحضارات القديمة مثل الرومان والفرس وفي وقت لاحق مع العثمانيين جلب للعرب اتصال وثيق مع أطباق من عدة ثقافات أخرى وكذلك أدخل عدة عناصر جديدة في نظامهم الغذائي.

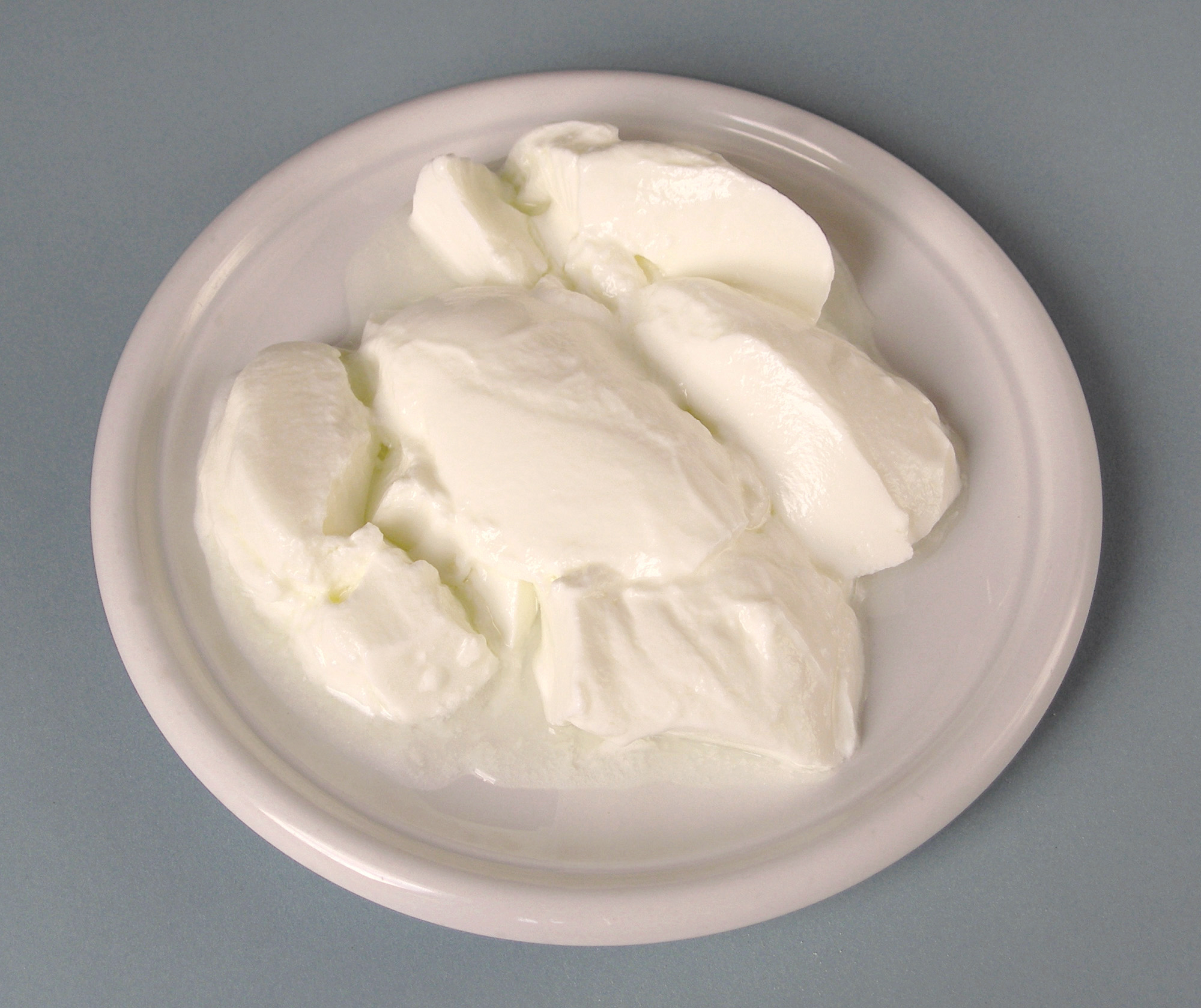
زبادي.

كما هو الحال مع معظم الثقافات الآسيوية فإن الطهي تعود جذوره للمطبخ الفارسي أو الهندي أو الصيني. في الواقع بدأ هيكل الغذاء في الحضارة الفارسية-العربية مع تقنيات الطبخ المبتكرة في بلاد فارس القديمة والتي تم ترحيلها من قبل الفرس في عهد الأسرة الساسانية. مع توسع العثمانيين حدث اتصال بين الثقافة العربية والإمبراطورية العثمانية. تضمنت المساهمات التركية للثقافة العربية الكباب والتي كانت في الأصل جزءا من المطبخ الفارسي في وقت مبكر ولكن الأتراك يفضلونه بشكل كبير.
هذا الإدراج المتعدد الثقافات في جزء منه أصبح من الممكن بعد ظهور الإسلام ومع نمو النفوذ العربي بعد فتح بلاد فارس والبلقان وشمال أفريقيا مما يجعل من الممكن للتجار من دول مختلفة السفر لمسافات طويلة الاتصال والتأثر من قبل أو التأثير على المأكولات المحلية التي يشاهدونها. كان التبادل الجمركي والغذائي ثنائي الاتجاه حيث قام العرب أيضا بتصدير غذائهم المفضل مثل التمر والتين إلى المناطق التي سافروا إليها أو فتحوها بما في ذلك الإمبراطورية الفارسية والشعب التركي من البلقان. تبادل السلع وأساليب الحياة أحدث تشكيل في النظام الغذائي العربي الحديث الحالي. من المثير للاهتمام أن العرب في وقت لاحق نقلوا هذه المأكولات المكتسبة حديثا في فتوحاتهم إلى أفريقيا وخاصة في شمال أفريقيا وغرب أفريقيا وجنوب إسبانيا. في الواقع فإن بعض الحلويات الإسبانية مثل كعكة الغريبة والكسترد والكراميل والمرزباني أن تتأثر بشكل كبير من قبل المغاربة. قام العرب الأصليين من شبه الجزيرة العربية بالتوسع باتجاه الغرب صوب مصر والمغرب حيث نشروا مأكولات المطبخ الصيني والهندي والعربي والفارسي وفي نهاية المطاف اعتمدت شعوب شمال أفريقيا هذه المأكولات.

## المكونات
المطبخ العربي من الخليج العربي اليوم هو نتيجة لمزيج من المأكولات المتنوعة حيث دمجت أساليب الطبخ الفارسية مع الهندية واللبنانية والصينية والعديد من العناصر غير الأصلية إلى منطقة الخليج العربي والتي من المحتمل استوردت من القوافل التجارية والمراكب الشراعية. بالإضافة إلى ذلك أضيف للمطبخ العربي التوابل من الصلصات الحارة إلى كل نوع من أنواع الفلفل لتناول الشاي. هذا المطبخ يفضل أيضا الخضروات مثل الخيار والباذنجان والبصل والفواكه (الحمضيات في المقام الأول). الجدير بالذكر أن العديد من التوابل المستخدمة في المطبخ السعودي الشرقي تستخدم في المطبخ الهندي. نتيجة لتداولات مكثفة بين المنطقتين والحالة الراهنة لشؤون الدول النفطية الغنية فإن العديد من العمال من جنوب آسيا يعيشون في الخارج في الدول العربية في الخليج العربي.

## المأكولات الوطنية
- مطبخ سعودي
- مطبخ قطري
- مطبخ عراقي
- مطبخ كويتي
- مطبخ إماراتي
- مطبخ بحريني
- مطبخ عماني

## الثقافة
الطبخ في شرق شبه الجزيرة العربية فإنه مفهوم على الضيافة. تناول الوجبات عبارة عن اجتماع عائلي في بعض الأحيان مع التبادل الكثير وقدرا كبيرا من الدفء على مائدة العشاء. وجبات العشاء الرسمية والاحتفالات عموما يتم تقديم كميات كبيرة من المواد الغذائية وفي كل مناسبة يستلزم كميات كبيرة من القهوة.
هناك العديد من الاختلافات الإقليمية في المطبخ العربي. على سبيل المثال فإن مجدرة في سوريا أو لبنان تختلف عن مجدرة في الأردن أو فلسطين. بعض الأطباق مثل منسف وهو الطبق الوطني في الأردن فإنه لا يعمل إلا في بلده الأصلي.
خلافا لمعظم المأكولات الغربية فإنه يتم استخدام القرفة في أطباق اللحوم وكذلك في الحلويات: مثل البقلاوة. تشمل الحلويات الأخرى أرز بحليب والعجين المقلي. الجوز شائع في أنه المادة الأساسية للحشو. يستخدم الزعفران في كل شيء من الحلويات إلى الأرز إلى المشروبات. عصائر الفاكهة لها شعبية كبيرة في المنطقة.

## التأثير
وبالإضافة إلى المطبخ العربي فإن المطابخ التالية أثرت على مأكولات المطبخ العربي من الخليج العربي وذلك بسبب التداول إما البحري معظمهم من الشرق الأقصى أو نتيجة للاتصال القديم:
- المطبخ الهندي
- المطبخ الصيني
- المطبخ البنغالي
- المطبخ الباكستاني (بما في ذلك المطبخ البلوشي)
- المطبخ الأفريقي